# Penstemon leiophyllus
Penstemon leiophyllus är en grobladsväxtart som beskrevs av Pennell.. Penstemon leiophyllus ingår i släktet penstemoner, och familjen grobladsväxter.

## Underarter
Arten delas in i följande underarter:
- P. l. francisci-pennellii
- P. l. keckii

## Bildgalleri

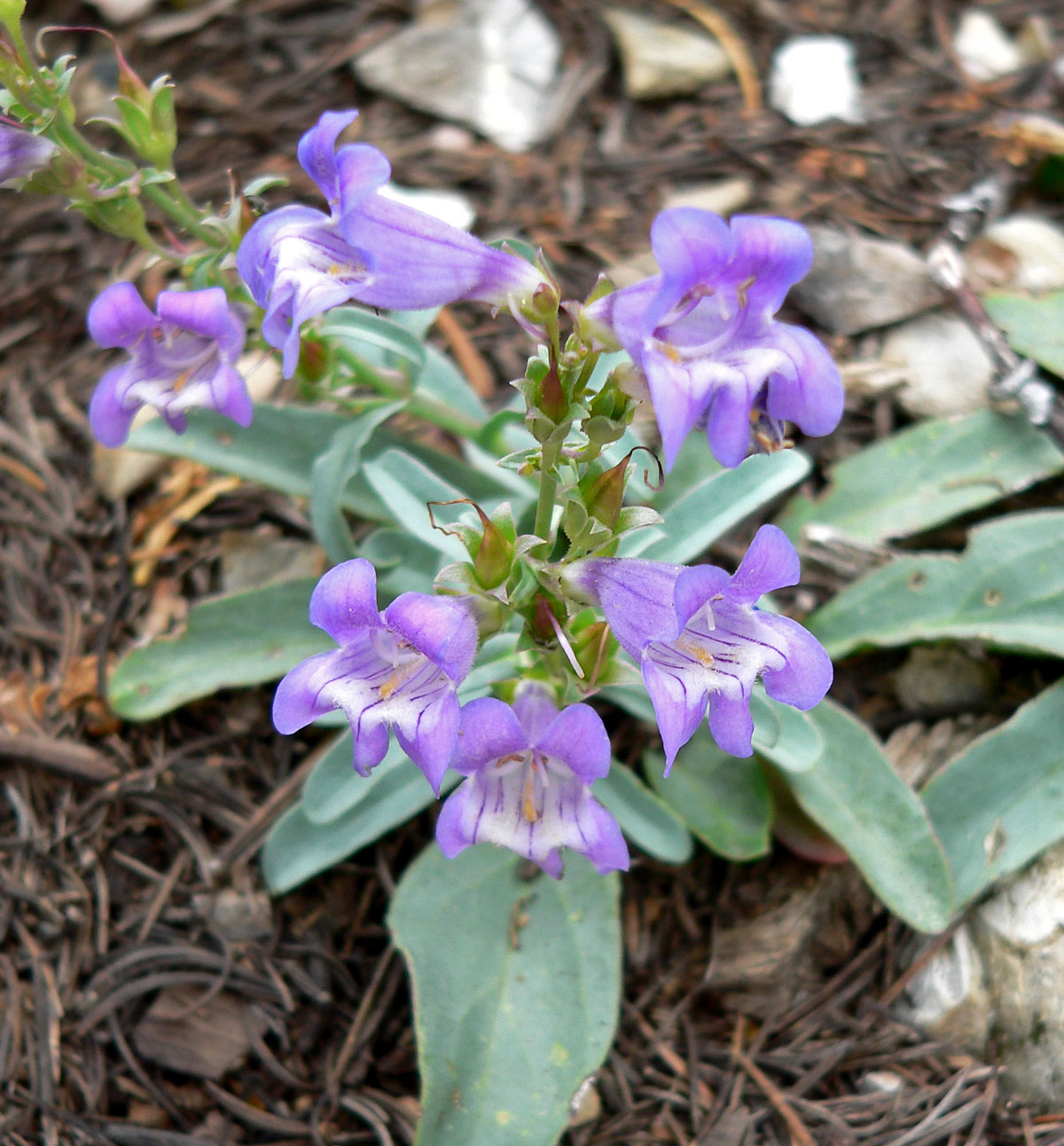
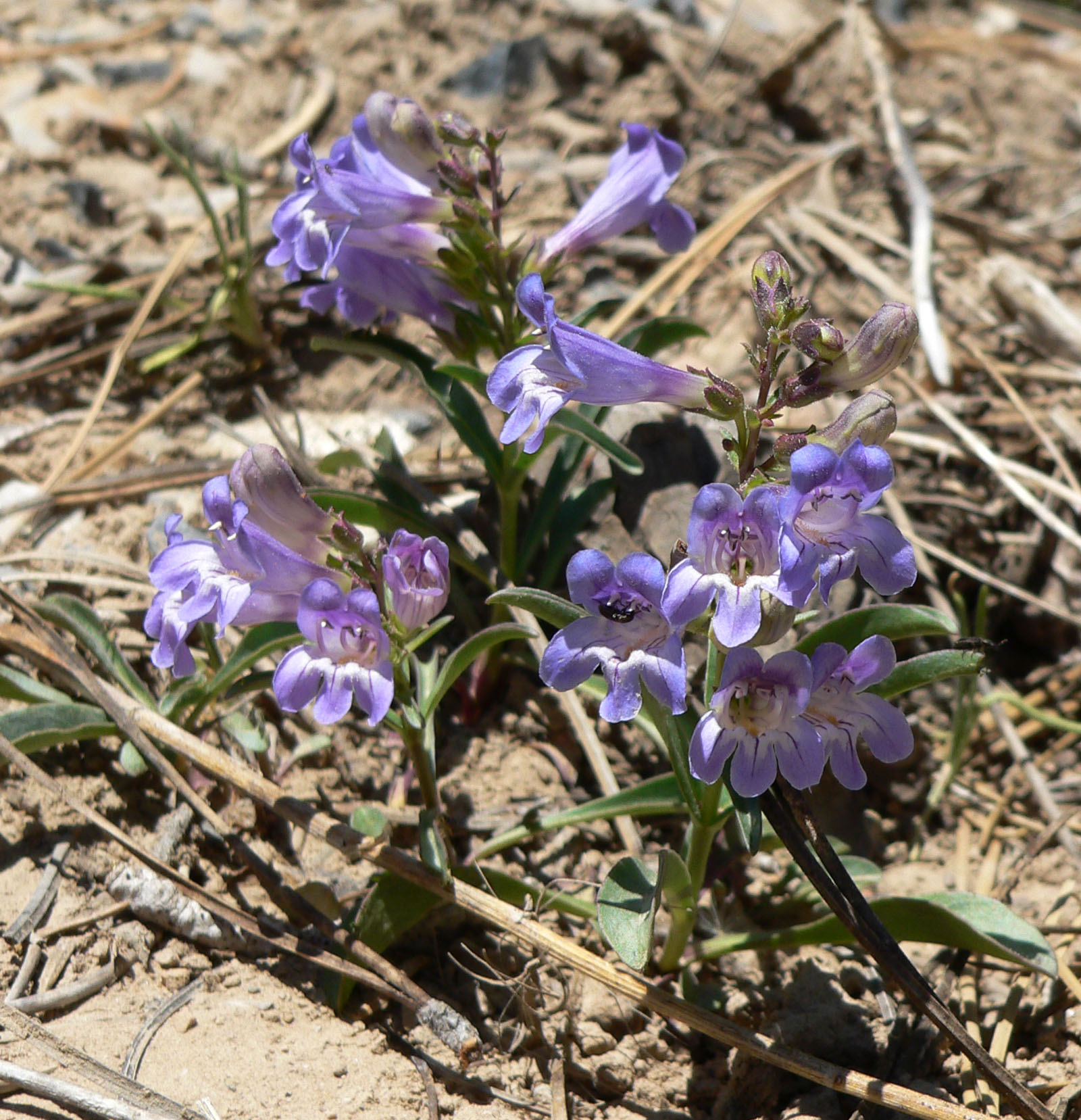
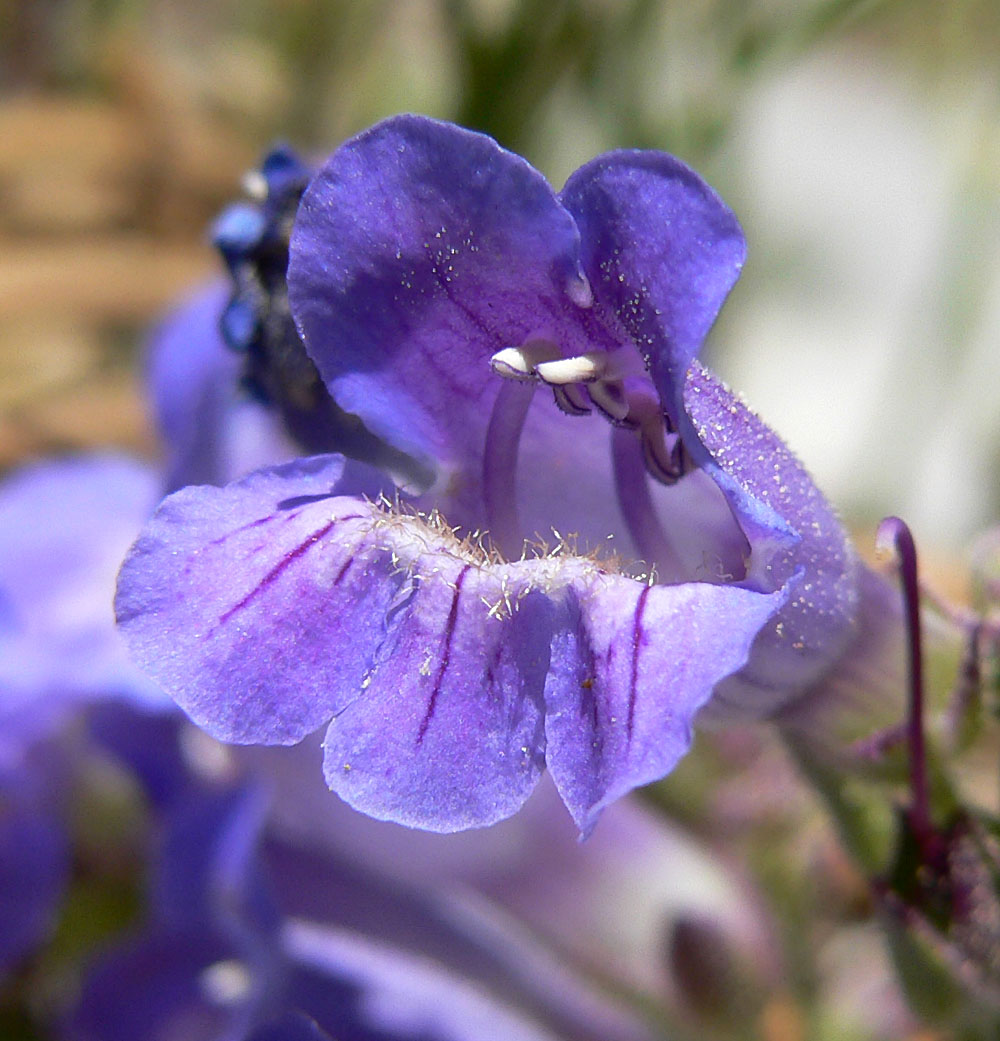
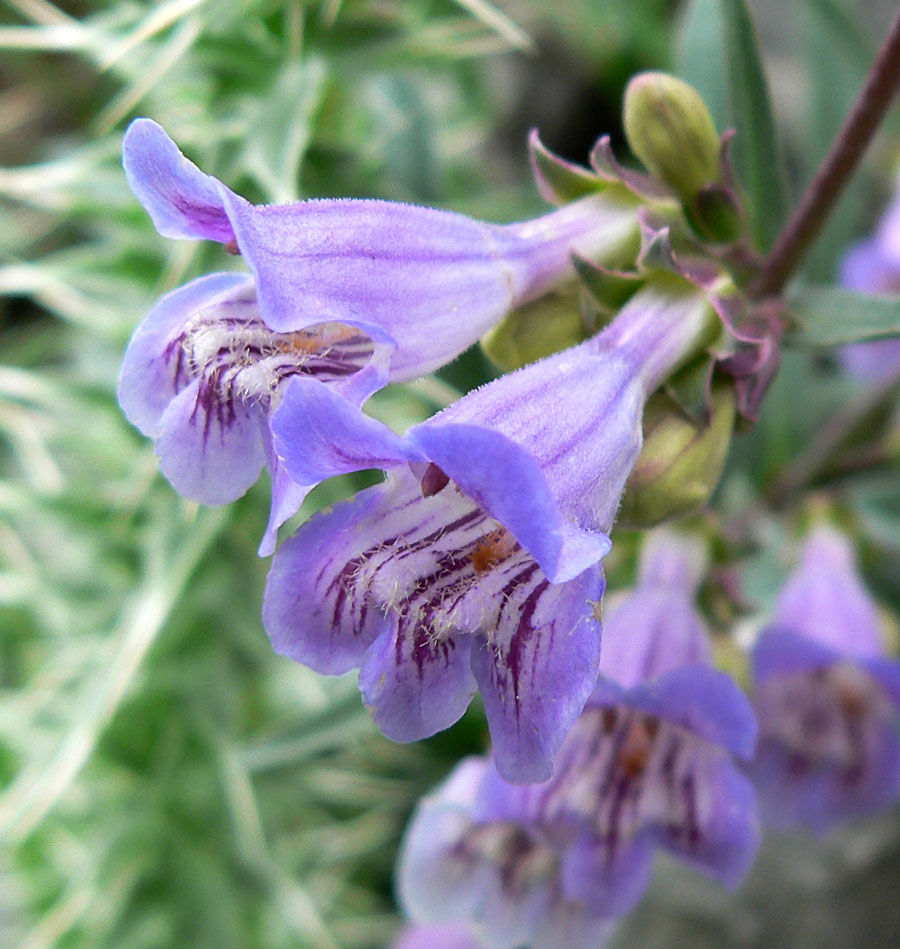
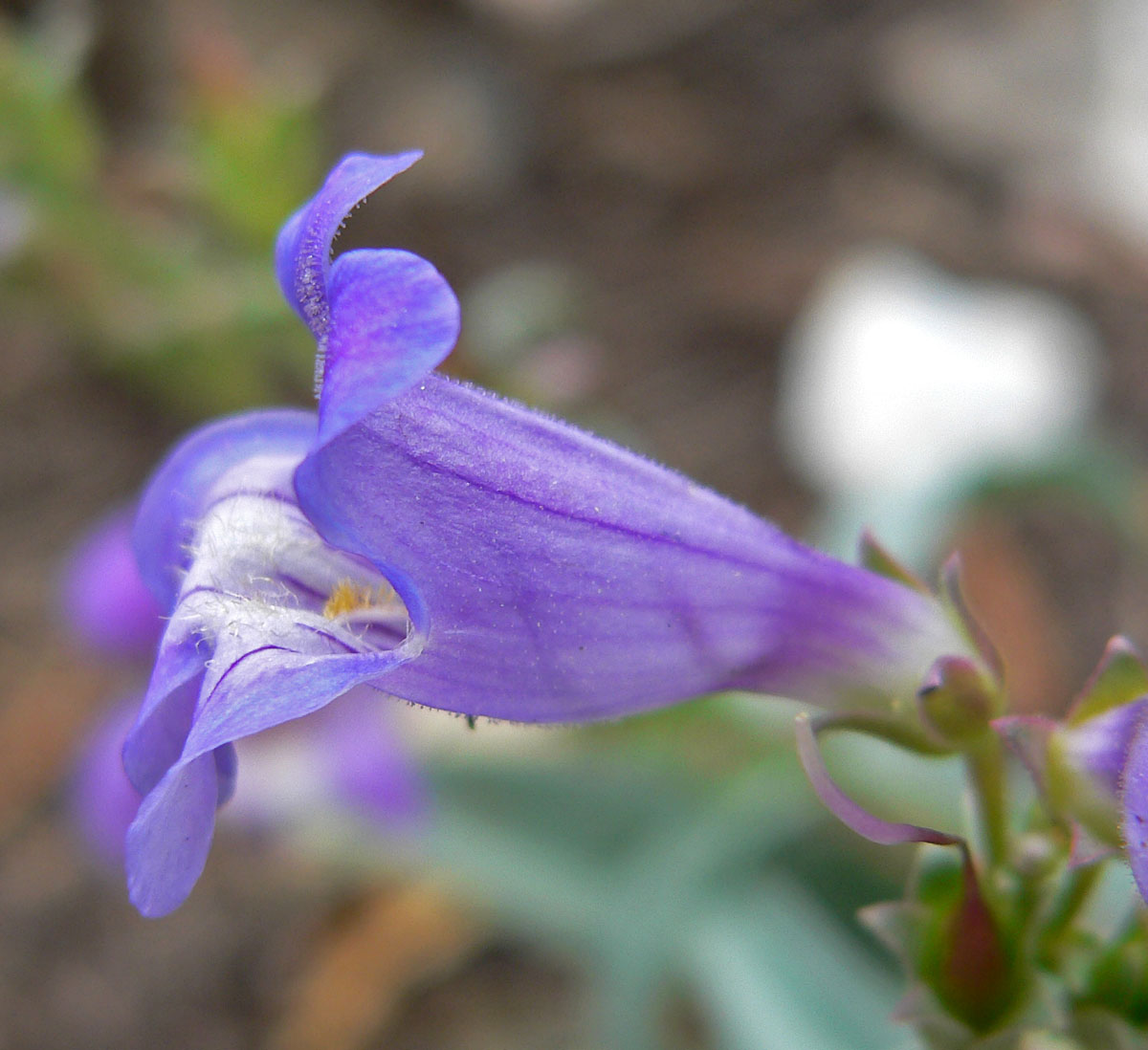
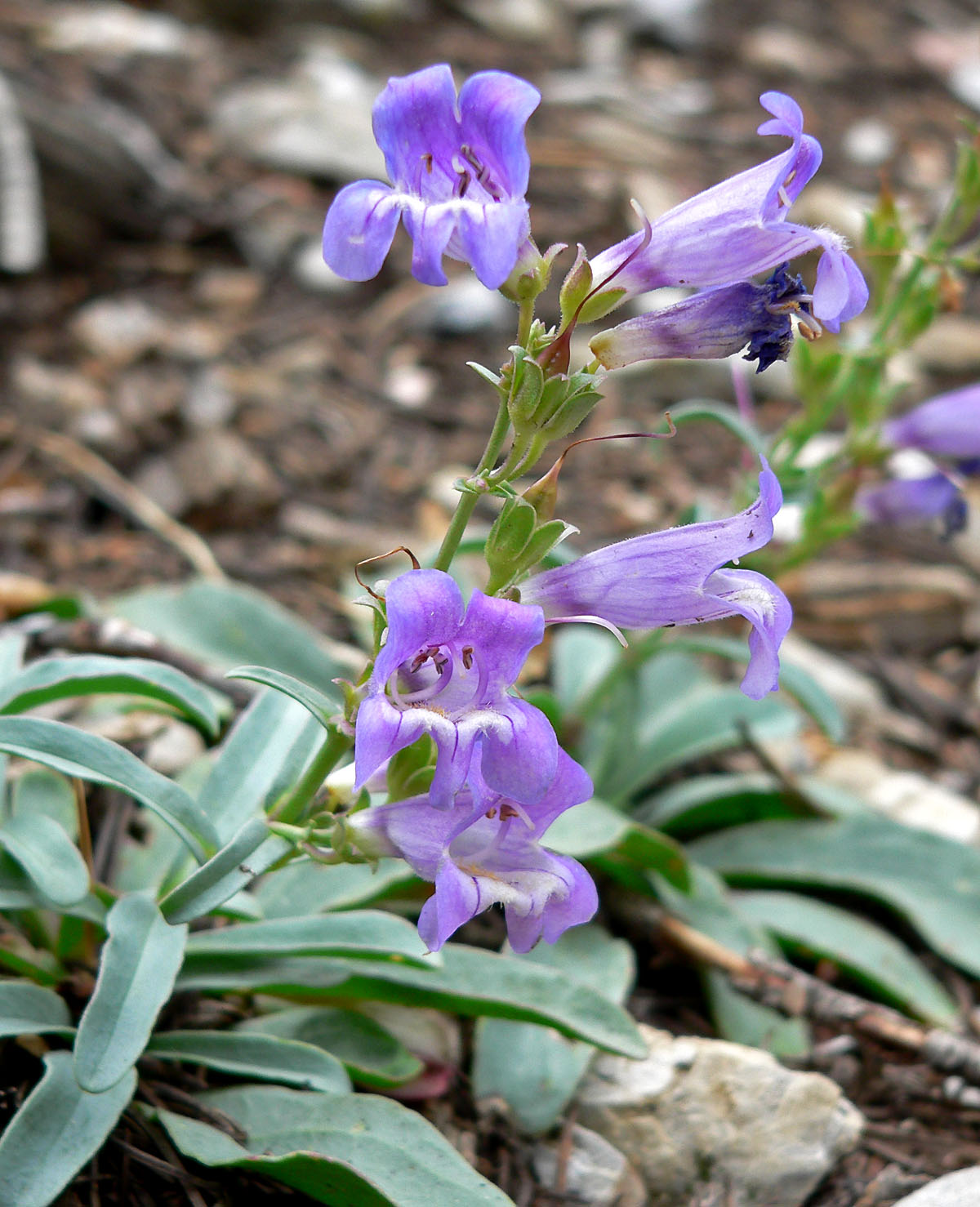